# ولهار
ولهار (به انگلیسی: Walhar) یک روستا در پاکستان است که در منطقه پنجاب واقع شده‌است.